# Rio Mogi
Rio Mogi ou Rio Ururaí é um rio da região da Serra do Mar, na Baixada Santista, Estado de São Paulo.
O Rio Mogi nasce a Nordeste de Cubatão. Prolonga-se quase à parte central do município. Tem como afluente da margem direita o Córrego da Terceira Máquina. 
Corre na direção Sudoeste, no vale formado de um lado pelas serras do Meio e Mogi de um lado e do outro pela Serra do Morrão. As águas dos rios Cubatão e Mogi, ao atingirem a baixada do litoral, se misturam formando o mangue e correm para os largos São Vicente, Pompeba e Caneu. 
Sua foz mais oriental serve de limítrofe entre os municípios de Cubatão e Santos.